# 左源
左源（1415年—？），字大本，河南衛輝府汲縣人，民籍，明朝政治人物。進士出身。

## 生平
河南鄉試第四十六名。景泰五年（1454年）甲戌科會試第八十九名，殿試登進士第三甲第八十三名。

## 家族
曾祖左福。祖父左德。父亲左貴。